# 蒂亞戈·西奥内克

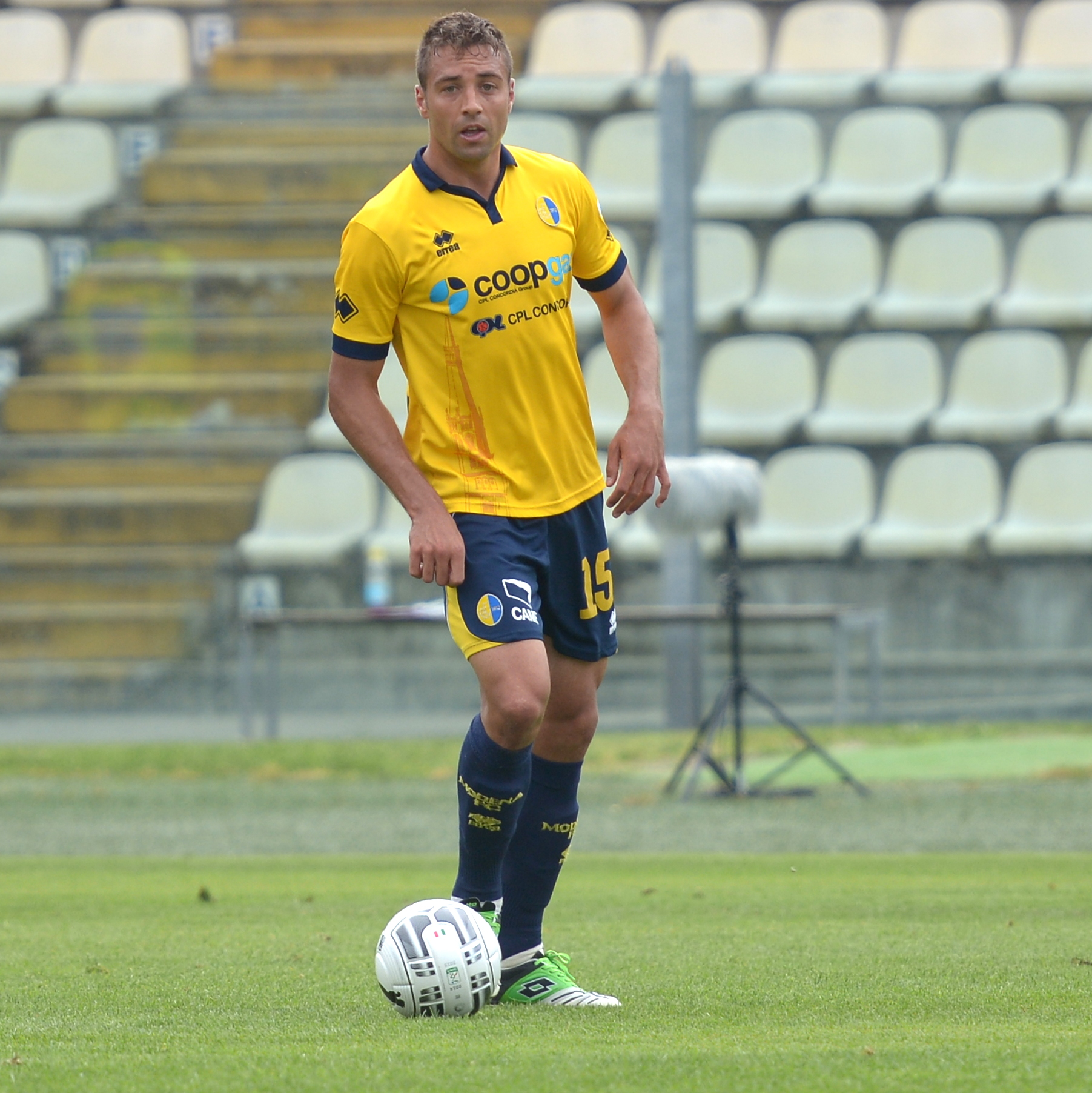
“蒂亞戈·西奥内克”

蒂亞戈·西奥内克（波蘭語：Thiago Cionek）是一位巴西裔波蘭足球運動員
。在場上的位置是中後衛。他現在效力於意大利足球甲级联赛球隊巴勒莫足球俱樂部。他也代表波蘭國家足球隊參賽。

## 外部連結
- “蒂亞戈·西奥内克” （页面存档备份，存于） (90minut.pl)
- “蒂亞戈·西奥内克” （页面存档备份，存于） (national-football-teams.com)